# Aaka
Aaka là một chi động vật cánh nửa thuộc Họ Rầy xanh. Chi này chỉ chứa duy nhất một loài là Aaka coera. Loài này phân bố ở Papua New Guinea.